# Ekologická daňová reforma
Ekologická daňová reforma (EDR) nebo také Environmentální daňová reforma může být součástí fiskální politiky vlády a představuje:
Postupné přesunutí (části) daňového zatížení ekonomických subjektů. Obecně je to zvýšení daní nepřímých (především spotřební daně - zdanění paliv a materiálů) a zároveň snížení daní přímých (především daně z příjmů fyzických i právnických osob).
Základní vlastností reformy tedy je výnosová neutralita - tato reforma nepředstavuje celkové snížení či zvýšení daní, ale  přesunutí daňové zátěže v souladu s cíli reformy.

## Cíle reformy
1. Hlavním účelem EDR je motivovat osoby i organizace k efektivnějšímu nakládání s přírodními zdroji a tím k menšímu poškozování životního prostředí.
2. Druhým cílem reformy bývá povzbuzení lidské práce, invence, výzkumu - podpora zaměstnanosti.

## Myšlenka reformy
Hlavní myšlenkou reformy je „danit špatné a ne dobré“. Prvním krokem je tedy vyšší zpoplatnění těch předmětů daně, které nebyly vytvořeny lidmi (přírodní zdroje) a jejichž využívání je obecně považováno za škodlivé pro životní prostředí (těžba, zpracování, spalování…). Současně s tím jsou snižovány daně z toho, co je považováno za pozitivní, přínosné - především tedy lidské snažení - práce, výzkum, inovace, tvorba kapitálu.
Jedná se o jeden z pilířů trvale udržitelného rozvoje.

## Ekonomický efekt reformy
Při zavádění reformy EDR by tedy měly zejména vzrůst ceny především energetických surovin jako je uhlí, ropa, zemní plyn, případně dalších surovin. Důsledkem toho by měla klesnout spotřeba zmíněných předmětů daně.
Naopak zavedení nižší úrovně přímých daní povede k tomu, že společnostem klesnou náklady na lidskou práci.